# You Xiaodi
Dit is een Chinese naam; de familienaam is You.
You Xiaodi (12 mei 1996) is een tennisspeelster uit China. Haar favoriete ondergrond is hardcourt. Zij speelt rechtshandig.

## Loopbaan

### Enkelspel
You debuteerde in 2014 op het ITF-toernooi van Quanzhou (China). Zij stond in 2015 voor het eerst in een finale, op het ITF-toernooi van Anning (China) – hier veroverde zij haar eerste titel, door de Indiase Sowjanya Bavisetti te verslaan. Tot op heden(november 2022) won zij zes ITF-titels, de meest recente in 2020 in Rancho Santa Fe (Californië).

### Dubbelspel
You behaalde in het dubbelspel betere resultaten dan in het enkelspel. Zij debuteerde op 29 december 2013 op het WTA-toernooi van Shenzhen 2014, waarvoor zij samen met landgenote Liu Fangzhou een wildcard had gekregen. Zij stond in 2014 voor het eerst in een finale, op het ITF-toernooi van Istanbul (Turkije), samen met landgenote Gao Xinyu – zij verloren van het Japanse duo Mai Minokoshi en Akiko Omae. Twee weken later veroverde You haar eerste titel, weer op een ITF-toernooi in Istanbul, samen met landgenote Wang Yan, door het koppel landgenotes Gao Xinyu en Yang Zhaoxuan te verslaan. Tot op heden(november 2022) won zij zeventien ITF-titels, de meest recente in 2021 in Andrézieux-Bouthéon (Frankrijk).
In 2015 speelde You voor de tweede keer op een WTA-hoofdtoernooi, op het toernooi van Nanchang, samen met landgenote Gao Xinyu. Zij bereikten er de tweede ronde. Later dat jaar stond zij voor het eerst in een WTA-finale, op het toernooi van Guangzhou, samen met landgenote Xu Shilin – zij verloren van Martina Hingis en Sania Mirza.
Aan het einde van het 2016-seizoen nam zij deel aan het B-kampioenschap in het dubbelspel, samen met landgenote Yang Zhaoxuan – zij bereikten er de finale, die zij verloren van İpek Soylu en Xu Yifan.
In 2017 veroverde You haar eerste WTA-titel, op het toernooi van Dalian, samen met landgenote Lu Jingjing, door het eveneens Chinese koppel Guo Hanyu en Ye Qiuyu te verslaan.
Haar hoogste notering op de WTA-ranglijst is de 102e plaats, die zij bereikte in september 2016.

## Posities op deWTA-ranglijst
Positie per einde seizoen:
| jaar | rang enkelspel | rang dubbelspel |
| ---- | -------------- | --------------- |
| 2014 | 893            | 569             |
| 2015 | 430            | 164             |
| 2016 | 398            | 137             |
| 2017 | 416            | 131             |
| 2018 | 334            | 166             |
| 2019 | 223            | 225             |
| 2020 | 185            | 222             |
| 2021 | 265            | 291             |
| 2022 | 259            | 393             |

## Palmares
| Legenda                 |
| ----------------------- |
| Grandslamtoernooi       |
| Olympische Spelen       |
| Year-End Championships  |
| Premier Mandatory       |
| Premier Five / WTA 1000 |
| Premier / WTA 500       |
| International / WTA 250 |
| Challenger / WTA 125    |

### WTA-finaleplaatsen enkelspel
geen

### WTA-finaleplaatsen vrouwendubbelspel
| nr.              | finale     | toernooi         | ondergrond    | partner       | tegenstandsters                   | score            |         |
| ---------------- | ---------- | ---------------- | ------------- | ------------- | --------------------------------- | ---------------- | ------- |
| gewonnen finales |            |                  |               |               |                                   |                  |         |
| 1.               | 2017-09-10 | WTA Dalian       | hardcourt     | Lu Jingjing   | Guo Hanyu Ye Qiuyu                | 7-6, 4-6, [10-5] | details |
| verloren finales |            |                  |               |               |                                   |                  |         |
| 1.               | 2015-09-26 | WTA Guangzhou    | hardcourt     | Xu Shilin     | Martina Hingis Sania Mirza        | 3-6, 1-6         | details |
| 2.               | 2016-11-06 | Elite Trophy     | hardcourt (i) | Yang Zhaoxuan | İpek Soylu Xu Yifan               | 4-6, 6-3, [7-10] | details |
| 3.               | 2018-07-29 | WTA Nanchang     | hardcourt     | Lu Jingjing   | Jiang Xinyu Tang Qianhui          | 4-6, 4-6         | details |
| 4.               | 2022-11-20 | WTA Buenos Aires | gravel        | Jang Su-jeong | Irina Maria Bara Sara Errani      | 1-6, 5-7         | details |
| 5.               | 2023-02-04 | WTA Cali         | gravel        | Kyōka Okamura | Weronika Falkowska Katarzyna Kawa | 1-6, 7-5, [6-10] | details |